# Moreiraxena chicapensis
Genre
Espèce
Moreiraxena chicapensis, unique représentant du genre Moreiraxena, est une espèce d'araignées aranéomorphes de la famille des Linyphiidae.

## Distribution
Cette espèce est endémique d'Angola.

## Étymologie
Son nom d'espèce, composé de chicap[a] et du suffixe latin -ensis, « qui vit dans, qui habite », lui a été donné en référence au lieu de sa découverte, le bassin de la Chicapa.

## Publication originale
- Miller, 1970 : Spinnenarten der Unterfamilie Micryphantinae und der Familie Theridiidae aus Angola. Publicações culturais, Companhia de Diamantes de Angola, vol. 82, p. 75-166.